# Feihe, Huaiyuan
Feihe (kinesiska: 淝河) är en socken i östra Kina. Den ligger i Huaiyuan härad i staden Bengbu i provinsen Anhui,   omkring 140 kilometer norr om provinshuvudstaden Hefei. Antalet invånare är 49909. Befolkningen består av 24 909 kvinnor och 25 000 män. Barn under 15 år utgör 28,0 %, vuxna 15-64 år 58 %, och äldre över 65 år 12,0 %.